# Danh sách trận động đất năm 2022
Dưới đây là Danh sách trận động đất năm 2022. Thời điểm động đất xảy ra theo thời gian sẽ được ghi bằng Giờ Phối hợp Quốc tế (UTC). Danh sách chỉ liệt kê trận động đất có cường độ 6.0 richter trở lên (trừ khi có thiệt hại đáng kể).

## So sánh với các năm khác
| Mw      | 2012   | 2013   | 2014   | 2015   | 2016   | 2017   | 2018   | 2019   | 2020   | 2021   | 2022   |
| ------- | ------ | ------ | ------ | ------ | ------ | ------ | ------ | ------ | ------ | ------ | ------ |
| 8.0–9.9 | 2      | 2      | 1      | 1      | 0      | 1      | 1      | 1      | 0      | 3      | 0      |
| 7.0–7.9 | 14     | 17     | 11     | 18     | 16     | 6      | 16     | 9      | 9      | 16     | 11     |
| 6.0–6.9 | 117    | 123    | 143    | 127    | 131    | 104    | 118    | 135    | 111    | 141    | 117    |
| 5.0–5.9 | 1.546  | 1.460  | 1.580  | 1.413  | 1.550  | 1.447  | 1.671  | 1.484  | 1.315  | 2.046  | 1.603  |
| 4.0–4.9 | 10.955 | 11.877 | 15.817 | 13.777 | 13.700 | 10.544 | 12.782 | 11.897 | 12.135 | 14.643 | 13.707 |
| Tổng    | 12.635 | 13.480 | 17.552 | 15.336 | 15.397 | 12.102 | 14.589 | 13.530 | 13.572 | 16.849 | 15.438 |

## Theo số tử vong
| Hạng | Tử vong | Mw  | Địa điểm                      | MMI           | Chấn tâm (km) | Ngày        | Sự kiện                               |
| ---- | ------- | --- | ----------------------------- | ------------- | ------------- | ----------- | ------------------------------------- |
| 1    | 1.163   | 6.0 | Tỉnh Khost, Afghanistan       | IX            | 4             | 22 tháng 6  | Động đất Afghanistan tháng 6 năm 2022 |
| 2    | 335–635 | 5.6 | Tây Java, Indonesia           | VIII          | 10            | 21 tháng 11 | Động đất Tây Java 2022                |
| 3    | 93      | 6.6 | Tứ Xuyên, Trung Quốc          | IX            | 12            | 5 tháng 9   | Động đất Lô Định 2022                 |
| 4    | 30      | 5.3 | Tỉnh Badghis, Afghanistan     | VI            | 11,4          | 17 tháng 1  | Động đất Afghanistan tháng 1 năm 2022 |
| 5    | 27      | 6.1 | Tây Sumatra, Indonesia        | VIII          | 4.9           | 25 tháng 2  | Động đất Sumatra 2022                 |
| 6    | 21      | 7.6 | Tỉnh Morobe, Papua New Guinea | VIII          | 116           | 10 tháng 9  | Động đất Papua New Guinea 2022        |
| 7    | 18      | 5.1 | Tỉnh Kunar, Afghanistan       | VII           | 10            | 4 tháng 9   | Động đất Afghanistan tháng 9 năm 2022 |
| 8    | 11      | 7.0 | Cordillera, Philippines       | VIII (Severe) | 10            | 27 tháng 7  | Động đất Luzon 2022                   |
| 9    | 10      | 2.7 | Silesian Voivodeship, Ba Lan  | V             | 5.0           | 23 tháng 4  | —                                     |

## Theo độ lớn
| Hạng | Mw  | Tử vong | Địa điểm                                       | MMI  | Chấn tâm (km) | Ngày        | Sự kiện                            |
| ---- | --- | ------- | ---------------------------------------------- | ---- | ------------- | ----------- | ---------------------------------- |
| 1    | 7.6 | 21      | Tỉnh Morobe, Papua New Guinea                  | VIII | 90            | 10 tháng 9  | Động đất Papua New Guinea 2022     |
| 1    | 7.6 | 2       | Michoacán, Mexico                              | VIII | 26            | 19 tháng 9  | Động đất Michoacán 2022            |
| 3    | 7.3 | 3       | Hamadōri, Fukushima, Nhật Bản                  | VIII | 41            | 16 tháng 3  | Động đất ngoài khơi Fukushima 2022 |
| 3    | 7.3 | 0       | Ngoài khơi Vava'u, Tonga                       | V    | 37            | 11 tháng 11 | —                                  |
| 5    | 7.2 | 0       | Puno, Peru                                     | VI   | 237           | 26 tháng 5  | —                                  |
| 6    | 7.0 | 11      | Cordillera, Philippines                        | VIII | 33,7          | 27 tháng 7  | Động đất Luzon 2022                |
| 6    | 7.0 | 0       | Guadalcanal, Quần đảo Solomon                  | VII  | 14            | 22 tháng 11 | —                                  |
| 6    | 7.0 | 0       | Ngoài khơi tỉnh Tafea, Vanuatu                 | V    | 137           | 14 tháng 9  | —                                  |
| 6    | 7.0 | 0       | Ngoài khơi tỉnh Loyalty Islands, New Caledonia | IV   | 10            | 31 tháng 3  | —                                  |
| 6    | 7.0 | 0       | Phía Nam của Fiji                              | III  | 660           | 9 tháng 11  | —                                  |
| 6    | 7.0 | 0       | Ngoài khơi Fiji                                | III  | 587,2         | 12 tháng 11 | —                                  |

## Thời gian

### Tháng 1
- 2 tháng 1: Vân Nam,  Trung Quốc; cách Shangri-La, Địch Khánh 99 km về phía Đông, cường độ 5.4 Mw , tâm chấn độ sâu khoảng 10 km, MMI VI (Mạnh).[1] 13 người bị thương. Tại Ninh Lạng, ít nhất 7.904 ngôi nhà bị hư hại và 1.500 bị phá hủy.[2]
- 3 tháng 1:
  - Ngoài khơi tỉnh Torba,  Vanuatu; cách Sola 110 km về phía Tây Bắc, cường độ 6.0 Mw , tâm chấn độ sâu khoảng 104 km, MMI IV (Tương đối).[3]
  - Ngoài khơi Hoa Liên,  Đài Loan; cách thành phố Hoa Liên 66 km về phía Tây, cường độ 6.2 Mw , tâm chấn độ sâu khoảng 19 km, MMI IV (Tương đối).[4][5]
- 4 tháng 1: Ngoài khơi biển Banda,  Indonesia; cách Katabu 284 km về phía Đông, cường độ 6.0 Mw , tâm chấn độ sâu khoảng 544 km, MMI II (Yếu).[6]
- 6 tháng 1: Ngoài khơi León,  Nicaragua; cách Corinto 61 km về phía Nam, cường độ 6.1 Mw , tâm chấn độ sâu khoảng 17 km, MMI V (Khá mạnh).[7]
- 7 tháng 1
  - Lima,  Peru; cách Cocachacra 6 km về phía Tây Bắc, cường độ 5.6 Mw , tâm chấn độ sâu khoảng 95,8 km, MMI V (Khá mạnh).[8][9]
  - Thanh Hải,  Trung Quốc; cách Kim Xương 109 km về phía Tây Nam, cường độ 6.6 Mw , tâm chấn độ sâu khoảng 13 km, MMI IX (Uy hiếp).[10][11] 9 người bị thương.[12][13][14] Xem thêm tại Động đất Thanh Hải 2022.
- 9 tháng 1: 
  - Tây Macedonia,  Hy Lạp; cường độ 5.5 Mw , tâm chấn độ sâu khoảng 13,5 km, MMI VII (Rất mạnh). 2 người bị thương[15][16][17][18][19]
  - Bắc Maluku,  Indonesia; cường độ 5.4 Mw , tâm chấn độ sâu khoảng 10 km, MMI VII (Rất mạnh).[20] 3 người bị thương.[21][22][23][24]
- 10 tháng 1:
  - Ngoài khơi quần đảo Kermadec,  New Zealand; cách Whangarei 526 km về phía Đông Bắc, cường độ 6.2 Mw , tâm chấn độ sâu khoảng 7 km, MMI V (Khá mạnh).[25]
  - Sulaymaniyah,  Iraq; cách Jamjamāl 8 km về phía Đông, cường độ 4.5 Mw , tâm chấn độ sâu khoảng 10 km, MMI VI (Mạnh).[26] Một số tòa nhà bị hư hại nhẹ ở huyện Chamchamal.[27]
- 11 tháng 1:
  - Ngoài khơi huyện Paphos,  Cộng hòa Síp; cách Polis 48 km về phía Tây Tây Bắc, cường độ 6.6 Mw , tâm chấn độ sâu khoảng 21 km, MMI VI (Mạnh).[28] Sóng thần cao 10 cm.[29] 3 người chết, 1 người bị thương.[30][31][32][33][34][35] Xem thêm tại Động đất Paphos 2022.
  - Ngoài khơi quần đảo Fox, Alaska ,  Hoa Kỳ; cách Nikolski 100 km về phía Đông Nam, cường độ 6.8 Mw , tâm chấn độ sâu khoảng 20 km, MMI VI (Mạnh).[36]
  - Ngoài khơi quần đảo Fox, Alaska ,  Hoa Kỳ; cách Nikolski 53 km về phía Đông Nam, cường độ 6.6 Mw , tâm chấn độ sâu khoảng 19 km, MMI V (Khá mạnh).[37]
- 14 tháng 1: 
  - Ngoài khơi Banten,  Indonesia; cách Labuan 80 km về phía Tây Nam, cường độ 6.6 Mw , tâm chấn độ sâu khoảng 33 km, MMI VI (Mạnh).[38] 10 người bị thương tại Banten.[39][40][41][42][43][44][45][46]
  - Shkodër,  Albania; cách Fushë-Arrëz 4 km về phía Đông Nam, cường độ 4.3 Mw , tâm chấn đọ sâu khoảng 10 km, MMI VI (Mạnh).[47] 39 công trình hư hại một phần hoặc toàn phần, ước tính thiệt hại lên đến 5 triệu euro.[48]
- 15 tháng 1: Tỉnh Kerman,  Iran; cách Kerman 31 km về phía Đông Bắc, cường độ 4.7 Mw , tâm chấn độ sâu khoảng 10 km, MMI VIII (Có sức phá hoại).[49] 5 tòa nhà bị hư hại tại Kerman, 2 người bị thương.[50]
- 16 tháng 1: Ngoài khơi Bougainville,  Papua New Guinea; cách Panguna 75 km về phía Tây Tây Nam, cường độ 6.1 Mw , tâm chấn độ sâu khoảng 379 km, MMI III (Nhẹ).[51]
- 17 tháng 1:
  - Badhgis,  Afghanistan; cách Qala i Naw 45 km về phía Đông, cường độ 4.9 Mw , tâm chấn độ sâu khoảng 10 km.[52]
  - Badhgis,  Afghanistan; cách Qala i Naw 45 km về phía Đông, cường độ 5.3 Mw , tâm chấn độ sâu khoảng 11,4 km, MMI VI (Mạnh).[53]
  - Tỉnh Kayseri,  Thổ Nhĩ Kỳ; cách Sarıoğlan 3 km về phía Tây Bắc, cường độ 4.9 Mw , tâm chấn độ sâu khoảng 10 km, MMI VII (Rất mạnh).[54] 2 người bị thương.[55][56]
- 21 tháng 1: Ōita,  Nhật Bản; cách Saiki 27 km về phía Đông Đông Nam, cường độ 6.4 Mw , tâm chấn độ sâu khoảng 40 km, MMI VII (Rất mạnh) và JMA 5+.[57] 13 người bị thương.[58][59][60][61][62][63] Xem thêm tại Động đất Biển Hyūga Nada 2022.
- 22 tháng 1
  - Ngoài khơi Bắc Sulawesi,  Indonesia; cách Sarangani 23 km về phía Đông Nam, cường độ 6.0 Mw , tâm chấn độ sâu khoảng 21 km, MMI VI (Mạnh).[64] 1 người bị thương.[65][66][67]
  - Ngoài khơi đảo Fox, Alaska,  Hoa Kỳ; cách Unalaska 70 km về phía Nam, cường độ 6.2 Mw , tâm chấn độ sâu khoảng 29 km, MMI VI (Mạnh).[68]
- 23 tháng 1: Đông Azerbaijan,  Iran; cách Tabriz 7 km về phía Tây Tây Bắc, cường độ 4.0 Mw , tâm chấn độ sâu khoảng 10 km, MMI VII (Rất mạnh).[69] 1 người bị thương.[70]
- 24 tháng 1: 
  - Nippes,  Haiti; cách Anse-à-Veau 4 km về phía Nam, cường độ 5.3 Mw , tâm chấn độ sâu khoảng 10 km, MMI VI (Mạnh).[71]
  - Ngoài khơi Nippes,  Haiti; cách Anse-à-Veau 4 km về phía Nam, cường độ 5.1 Mw , tâm chấn độ sâu khoảng 10 km, MMI VI (Mạnh).[72] Dư chấn của Động đất Haiti 2021. 2 người chết, 52 người bị thương, 227 ngôi nhà bị phá hủy, 937 ngôi nhà bị hư hại một phần hoặc toàn phần.[73][74][75][76][77][78]
  - Tây Úc,  Úc; cách Wagin 23 km về phía Tây, cường độ 4.9 Mw , tâm chấn độ sâu khoảng 7,4 km, MMI V (Khá mạnh).[79] Một phần của động đất hàng loạt, 12 tòa nhà bị hư hại nhẹ, không có báo cáo thiệt hại về người.[80][81]
- 25 tháng 1: Ngoài khơi  Nam Georgia và Quần đảo Nam Sandwich; cường độ 6.0 Mw , tâm chấn độ sâu khoảng 11 km, MMI III (Nhẹ).[82]
- 27 tháng 1: Ngoài khơi Ha'aapai,  Tonga; cách Pangai 220 km về phía Tây Tây Bắc, cường độ 6.2 Mw , tâm chấn độ sâu khoảng 6,2 km, MMI IV (Tương đối).[83]
- 28 tháng 1: Ngoài khơi tỉnh Chiriquí,  Panama; cách Arenas 281 km về phía Tây Nam, cường độ 6.0 Mw , tâm chấn độ sâu khoảng 8 km, MMI III (Nhẹ).[84]
- 29 tháng 1: Ngoài khơi quần đảo Kermadec,  New Zealand; cách Whangārei 1.081 km về phía Đông Bắc, cường độ 6.5 Mw , tâm chấn độ sâu khoảng 8 km, MMI IV (Tương đối).[85] Sóng thần cao 10 cm tại quần đảo Raoul.[86]

### Tháng 2
- 1 tháng 2: Ngoài khơi Maluku,  Indonesia; cách Lospalos, Đông Timor 184 km về phía Đông Bắc, cường độ 6.0 Mw , tâm chấn độ sâu khoảng 119 km, MMI IV (Tương đối).[87]
- 3 tháng 2: Loreto,  Peru; cách Barranca 49 km về phía Tây Bắc, cường độ 6.5 Mw , tâm chấn độ sâu khoảng 110 km, MMI VI (Mạnh).[88]
- 4 tháng 2:
  - Ngoài khơi Banten,  Indonesia; cách Pelabuhanratu 71 km về phía Tây Nam, cường độ 5.2 Mw , tâm chấn độ sâu khoảng 45,9 km, MMI VI (Mạnh).[89] Một trường học ở Lebak Regency bị hư hại một phần.[90]
  - Southeast Indian Ridge; cường độ 6.3 Mw , tâm chấn độ khoảng 10 km.[91]
- 5 tháng 2: Tỉnh Badakhshan,  Afghanistan; cách Ashkāsham 46 km về phía Tây Nam, cường độ 5.8 Mw , tâm chấn độ sâu khoảng 212 km, MMI IV (Tương đối). Hai người chết ở tỉnh Badakhstan do lở đất,[92][93][94] và một người chết ở Pakistan; 5 ngôi nhà bị phá hủy và 50 ngôi nhà bị hư hại ở Peshawar, Pakistan.[95]
- 7 tháng 2: Silesia,  Ba Lan; cách Katowice 4 km về phía Đông Nam, cường độ 4.2 Mw , tâm chấn độ sâu khoảng 10 km, MMI VII (Rất mạnh). 3 người bị thương.[96][97]
- 8 tháng 2: Sống núi giữa Đại Tây Dương, cường độ 6.2 Mw , tâm chấn độ sâu khoảng 10 km.[98]
- 13 tháng 2:
  - Tỉnh Lori,  Armenia; cách Metsavan 19 km về phía Tây Nam, cường độ 5.3 Mw , tâm chấn độ sâu khoảng 10 km, MMI VI (Mạnh).[99] 50 tòa nhà bị hư hại nhẹ ở Armenia, 21 tòa nhà bị nứt ở Gruzia, hai người bị thương nhẹ ở Thổ Nhĩ Kỳ. Đây là trận động đất lớn tại Armenia kể từ khi xảy ra động đất vào năm 1988.[100][101][102]
  - Ngoài khơi  Guam; cách Malesso 168 km về phía Tây Nam, cường độ 6.0 Mw , tâm chấn độ sâu khoảng 15 km, MMI III (Nhẹ).[103]
- 16 tháng 2: 
  - Escuintla,  Guatemala; cách Nueva Concepción 7 km về phía Tây Nam, cường độ 6.2 Mw , tâm chấn độ sâu khoảng 60 km, MMI VI (Mạnh).[104] 3 người chết, 2 người bị thương.[105][106][107][108] Xem thêm tại Động đất Guatemala 2022.
  - Phía Nam đảo Fiji,  Fiji; cường độ 6,8 Mw , tâm chấn độ sâu khoảng 535 km, MMI III (Nhẹ).[109]
- 21 tháng 2: Quần đảo Balleny; cường độ 6.3 Mw , tâm chấn độ sâu khoảng 14 km, MMI IV (Tương đối).[110]
- 22 tháng 2: Tỉnh Jujuy,  Argentina; cách thị trấn Abra Pampa 58 km về phía Tây, cường độ 6.0 Mw , tâm chấn độ sâu khoảng 251 km, MMI IV (Tương đối).[111]
- 23 tháng 2: Bolívar,  Colombia; cách Santa Rosa del Sur 26 km về phía Tây Nam, cường độ 5.5 Mw , tâm chấn độ sâu khoảng 50,7 km, MMI V (Khá mạnh).[112] Một trường học bị hư hại một phần ở Santa Rosa del Sur.[113]
- 25 tháng 2: Tây Sumatra,  Indonesia; cường độ 6.1 Mw , tâm chấn độ sâu khoảng 4,1 km, MMI VIII (Có sức phá hoại).[114] Nhiều công trình ở Tây Sumatra bị phá hủy hay hư hại nghiêm trọng. Các rung chấn có thể cảm nhận được ở Malaysia và Singapore.[115] 27 người chết, 457 người bị thương.[116] Tại Malaysia, hai tòa nhà bị hư hại nhẹ bao gồm cả bệnh viện.[117] Xem thêm tại Động đất Sumatra 2022.

### Tháng 3
- 2 tháng 3: Ngoài khơi Quần đảo Kermadec,  New Zealand; cách Ngunguru 951 km về phía Đông Bắc, cường độ 6.6 Mw , tâm chấn độ sâu khoảng 24 km, MMI VII (Rất mạnh).[118]
- 3 tháng 3: Veracruz,  Mexico; cách Nopalapan 15 km về phía Tây Tây Bắc, cường độ 5.7 Mw , tâm chấn độ sâu khoảng 109,4 km, MMI IV (Tương đối).[119] Một trường học bị hư hại ở Veracruz.[120]
- 5 tháng 3: Tỉnh Phôngsali,  Lào; cường độ 4.5 Mw , tâm chấn độ sâu khoảng 10 km, MMI VII (Rất mạnh).[121] 5 ngôi nhà bị hư hại ở Vân Nam,  Trung Quốc.[122]
- 6 tháng 3: Ngoài khơi  Nam Georgia và Quần đảo Nam Sandwich; cường độ 6.0 Mw , tâm chấn độ sâu khoảng 15,5 km, MMI IV (Tương đối).[123]
- 7 tháng 3: Ngoài khơi tỉnh Lomaiviti,  Fiji; cách Levuka 351 km về phía Đông Nam, cường độ 6.1 Mw , tâm chấn độ sâu khoảng 581,8 km, MMI II (Yếu).[124]
- 12 tháng 3: 
  - Ngoài khơi Tây Java,  Indonesia; cách Pelabuhanratu 63 km về phía Tây Nam, cường độ 5.3 Mw , tâm chấn độ sâu khoảng 10 km, MMI V (Khá mạnh).[125] Một số ngôi nhà bị hư hại một phần hay toàn phần ở Sukabumi.[126]
  - Auvergne-Rhône-Alpes,  Pháp; cách Faverges 3 km về phía Nam, cường độ 4.5 Mw , tâm chấn độ sâu khoảng 2,7 km, MMI VI (Mạnh).[127] Một số công trình bị hư hại nhẹ ở Frontenex.[128][129]
- 13 tháng 3: 
  - Ngoài khơi Mimaropa,  Philippines; cách Cabra 67 km về phía Tây Bắc, cường độ 6.4 Mw , tâm chấn độ sâu khoảng 11 km, MMI IV (Tương đối).[130] 3 ngôi nhà ở Lubang bị phá hủy.[131]
  - Ngoài khơi Tây Sumatra,  Indonesia; cách Pariaman 168 km về phía Tây, cường độ 6.7 Mw , tâm chấn độ sâu khoảng 21,8 km, MMI VII (Rất mạnh).[132][133] 1 người bị thương.[134] Sóng thần cao 8 cm.[135]
- 15 tháng 3: Arequipa,  Peru; cách Huambo 16 km về phía Đông Đông Nam, cường độ 4.7 Mw , tâm chấn độ sâu khoảng 10 km, MMI VI (Mạnh).[136] Một số ngôi nhà bị hư hại một phần ở Maca và sạt lở xảy ra tại Caylloma.[137]
- 16 tháng 3:
  - Tây Java,  Indonesia; cách Banjar 80 km về phía Tây Nam, cường độ 5.3 Mw , tâm chấn độ sâu khoảng 37 km, MMI VI (Mạnh).[138] 7 ngôi nhà bị hư hại ở Cianjur.[139]
  - Arequipa,  Peru; cách huyện Tapay 12 km về phía Nam, cường độ 5.5 Mw , tâm chấn độ sâu khoảng 10,7 km, MMI VIII (Có sức phá hoại).[140] Tại huyện Maca, 286 ngôi nhà bị phá hủy và hơn 900 ngôi nhà bị hư hại; lở đất đã xảy ra tại huyện Caylloma. 6 người bị thương.[141][142]
  - Gilgit-Baltistan,  Pakistan; cách Gilgit 67 km về phía Đông Nam, cường độ 5.1 Mw , tâm chấn độ sâu khoảng 9,1 km, MMI VII (Rất mạnh).[143] 1 người chết, 7 người bị thương.[144][145]
  - 14:34 (lúc 23:34 theo giờ JST), ngoài khơi của tỉnh Fukushima,  Nhật Bản; cách thị trấn Namie 62 km về phía Đông Bắc, cường độ 6.0 Mw , tâm chấn độ sâu khoảng 48,1 km, MMI V (Khá mạnh) và JMA 5−.[146] Tiền chấn của Động đất ngoài khơi Fukushima 2022.
  - 14:36 (lúc 23:36 theo giờ JST), Hamadōri, Fukushima,  Nhật Bản; cách thị trấn Namie 62 km về phía Đông Bắc, cường độ 7.3 Mw , tâm chấn độ sâu khoảng 41 km, MMI VIII (Có sức phá hoại) và JMA 6+.[147] Động đất đã làm rung chuyển vùng Tōhoku, Kantō, Hokuriku và một phần của Hokkaidō. Hơn 10.000 ngôi nhà hư hại, 600 ngôi nhà bị phá hủy, mất điện diện rộng, vỡ  nước nghiêm trọng, trật bánh tuyến đường sắt cao tốc Tōhoku Shinkansen. Sóng thần cao 30 cm tại cảng Ishinomaki, Miyagi.[148][149][150][151] Hậu quả đã làm 3 người chết tại ba thành phố Shiogama, Sōma và Tome;[152][153][154][155] 247 người bị thương. Dư chấn của Động đất và sóng thần Tōhoku 2011. Xem thêm tại Động đất ngoài khơi Fukushima 2022.
  - Tỉnh Hormozgan,  Iran; cường độ 5.9 Mw , tâm chấn độ sâu khoảng 22 km, MMI VII (Rất mạnh).[156] Hai người bị thương, một số ngôi nhà bị hư hại một phần.[157][158]
- 19 tháng 2: 
  - Ngoài khơi Tỉnh Béjaïa,  Algérie; cường độ 5.2 Mw , tâm chấn độ sâu khoảng 10 km, MMI VIII (Có sức phá hoại).[159] Hơn 1.700 công trình (bao gồm tòa nhà, trường học và bệnh viện) bị hư hại. 30 người bị thương.[160][161][162][163]
  - Tỉnh Fars,  Iran; cách Darab 91 km về phía Đông Nam, cường độ 4.7 Mw , tâm chấn độ sâu khoảng 10 km, MMI VII (Rất mạnh).[164] 2 người bị thương.[165]
  - Ngoài khơi Eua,  Tonga; cách Ohonua 462 km về phía Đông Nam, cường độ 6.3 Mw , tâm chấn độ sâu khoảng 21 km, MMI I (Không cảm nhận được).[166]
- 20 tháng 1:
  - Đông Visayas,  Philippines; cách Burauen 5 km về phía Tây Nam, cường độ 5.3 Mw , tâm chấn độ sâu khoảng 10 km, MMI VII (Rất mạnh).[167] Ít nhát 1 ngôi nhà bị sập, 39 ngôi nhà khác bị hư hại ở Burauen.[168]
  - Ngoài khơi Quần đảo Kermadec,  New Zealand; cách Whangārei 1.107 km về phía Đông Bắc, cường độ 6.0 Mw , tâm chấn độ sâu khoảng 47,6 km, MMI IV (Tương đối).[169]